# Wedoquella
Wedoquella is een geslacht van spinnen uit de familie springspinnen (Salticidae).

## Soorten
De volgende soorten zijn bij het geslacht ingedeeld:
- Wedoquella denticulata Galiano, 1984
- Wedoquella macrothecata Galiano, 1984
- Wedoquella punctata (Tullgren, 1905)